# Oleksandr Hvozdyk
Oleksandr Serhijovič Hvozdyk, accreditato come Oleksandr Gvozdyk nelle competizioni internazionali (in ucraino Олександр Сергійович Гвоздик?; Charkiv, 15 aprile 1987), è un pugile ucraino, nella categoria dei pesi mediomassimi, vincitore della medaglia di bronzo alle olimpiadi di Londra 2012. Dal 2018 ha detenuto il titolo WBC e lineare dei pesi mediomassimi, fino all'ottobre 2019. A settembre 2019 ricopre la posizione numero 1 come miglior pugile mediomassimo per The Ring ed è alla seconda posizione nel ranking di Boxrec.
Soprannominato "The Nail", il chiodo, traduzione del suo cognome dal russo, ha una percentuale di vittoria per KO dell'82.4. Fa parte della generazione d'oro dell'Ucraina insieme a Vasyl Lomachenko ed Oleksandr Usyk.

## Biografia
Gvozdyk ha iniziato a praticare il pugilato all'età di 10 anni spinto da un suo amico, " Non seguivo il sogno di diventare campione olimpico o mondiale, facevo pugilato solo per essere più forte in strada - per essere in grado di proteggermi. Poi dopo un paio d'anni ho avuto il sogno di diventare campione".
Hvozdyk è laureato all'Università Nazionale Pedagogica "G. Skovoroda" di Charkiv. Successivamente si è iscritto alla Università Nazionale "Yaroslav il Saggio, Accademia di Legge d'Ucraina".
Inoltre è Maestro dello Sport di Classe Internazionale.

## Carriera dilettantistica
Da dilettante nei mediomassimi ha vinto la medaglia d'oro ai Campionati Mondiali Universitari (WUBC), ed è stato per 3 volte consecutive campione nazionale ucraino, dal 2009 al 2011. 
Ha partecipato ad una olimpiade (Londra 2012), a due edizioni dei campionati del mondo (Milano 2009 e Baku 2011) ed una degli europei (Mosca 2010).
Alla finale mondiale dei campionati mondiali universitari, avrebbe dovuto affrontare Dmitrij Bivol, il quale però subì un infortunio alla mano nell'incontro precedente e fu quindi impossibilitato a combattere. 
Non vi sono dati ufficiali sul numero di incontri da dilettante disputati da Gvozdyk, ma egli ha dichiarato di averne avuti circa 255 e di averne persi 30, quindi con 225 vittorie.

### World Series of Boxing
A partire dalla stagione 2011-2012 è stato ingaggiato dalla squadra della Dynamo Moscow, con la quale ha combattato nella categoria dei pesi mediomassimi alle World Series of Boxing. Nel corso del torneo ha raggiunto la finale per squadre, vinta dagli avversari del Dolce & Gabbana Milano Thunder, battendo nell'occasione l'ungherese Imre Szellő con il punteggio di 2-1.

### Principali incontri disputati
Statistiche aggiornate al 25 settembre 2012.
| Evento    | Edizione    | Categoria             | Trentaduesimi                         | Sedicesimi                                 | Ottavi                                 | Quarti                                  | Semifinale                                   | Finale          | Pos. | Note  |
| --------- | ----------- | --------------------- | ------------------------------------- | ------------------------------------------ | -------------------------------------- | --------------------------------------- | -------------------------------------------- | --------------- | ---- | ----- |
| Mondiali  | Milano 2009 | Mediomassimi (-81 kg) | Nikolajs Grisunins ( Lettonia) V 14-6 | Faye Assane ( Senegal) V RSCI              | Rene Krause ( Germania) P 2-+2         | non qualificato                         | non qualificato                              | non qualificato | 9º   | [ 4 ] |
| Europei   | Mosca 2010  | Mediomassimi (-81 kg) | N.D.                                  | Gottlieb Weiss ( Germania) V RSCI 2        | Ainar Karlson ( Estonia) P 5-8         | non qualificato                         | non qualificato                              | non qualificato | 9º   | [ 5 ] |
| Mondiali  | Baku 2011   | Mediomassimi (-81 kg) | Jovan Young ( Giamaica) V RSCH        | Imre Szellő ( Ungheria) V 25-11            | Ramil Aliyev ( Azerbaigian) V 17-15    | Egor Mechoncev ( Russia) P 21-27        | non qualificato                              | non qualificato | 5º   | [ 6 ] |
| Olimpiadi | Londra 2012 | Mediomassimi (-81 kg) | N.D.                                  | Michail Daŭhaljavec ( Bielorussia) V 18-10 | Osmar Bravo Amador ( Nicaragua) V 18-6 | Abdelhafid Benchabla ( Algeria) V 19-17 | Adil'bek Nijazymbetov ( Kazakistan) P 13-+13 | non qualificato |      | [ 7 ] |

## Carriera professionistica
Gvozdyk è diventato professionista nel 2014, firmando con Top Rank. Ha vinto al debutto per KO al primo round contro Mike Montoya (5-2-1), in uno dei match precedenti il "main event" di Pacquiao vs. Bradley II. Il primo titolo da professionista arriva al suo decimo incontro al quale si presenta con un record di 9 vittorie di cui 7 per KO ed affronta Nadjib Mohammedi (37-4). Gvozdyk vince per KO al secondo round aggiudicandosi il titolo NABF dei pesi mediomassimi.
Nel giugno 2020 all’età di 33 anni annuncia il suo ritiro .